# Aféra Catalina

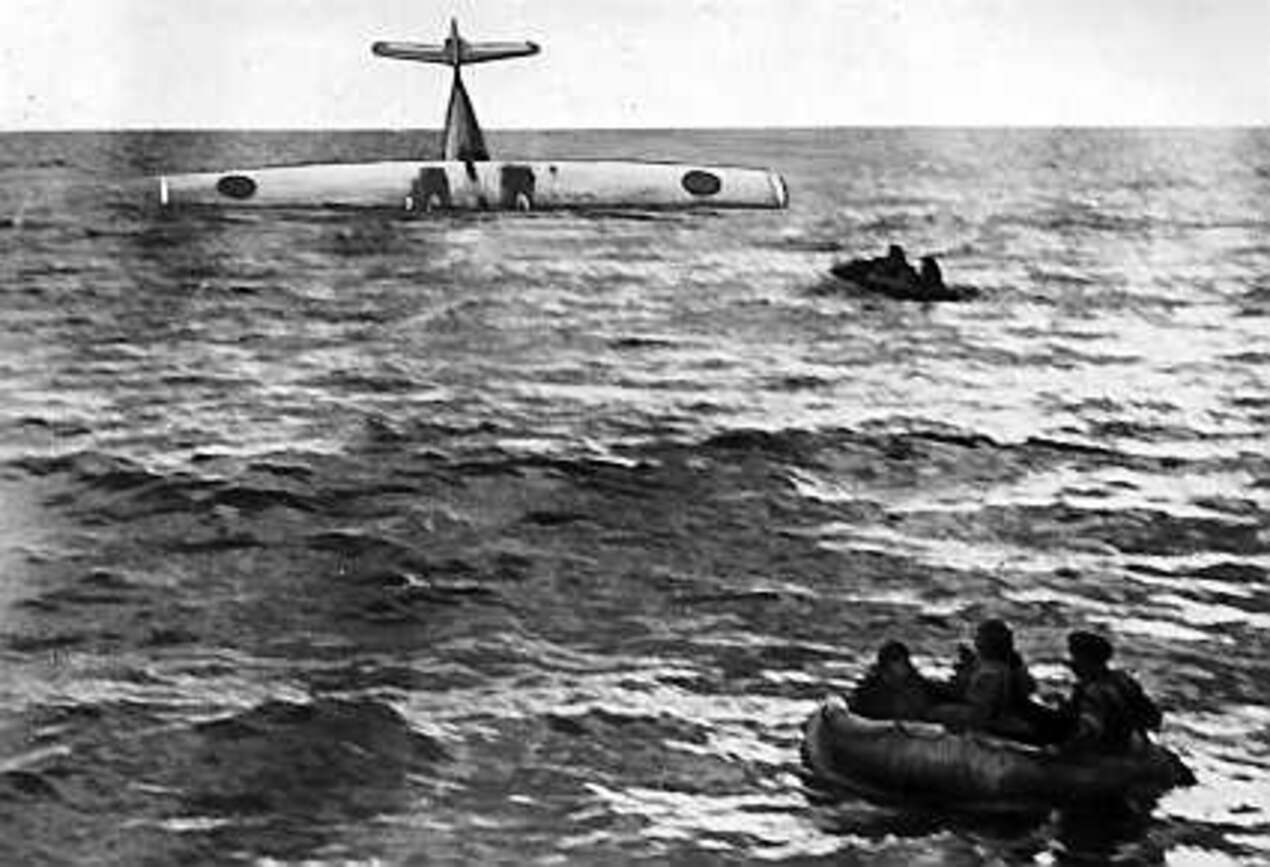
Sestřelená Catalina

Aféra Catalina je vojenská a diplomatická konfrontace mezi Švédskem a Sovětským svazem z éry studené války. V červnu 1952 sovětští stíhači sestřelili v mezinárodním vzdušném prostoru nad mezinárodními vodami nad Baltem dvě neozbrojená švédská letadla: 13. června špionážní Douglas DC-3, který ve službách své země a NATO mapoval sovětský radarový systém, a 16. června i záchranný hydroplán Catalina, který po předchozím pátral.
Zatímco druhému letounu se podařilo nouzově přistát na hladině a jeho posádka přežila, z první posádky nepřežil nikdo. Sovětský svaz nejprve popíral svou účast. V roce 1956 na neveřejných jednáních se Švédskem ji přiznal, nicméně obě země tuto skutečnost následně tajily až do roku 1991. Vrak DC-3 byl nalezen až v roce 2003 expedicí kapitána Anderse Jallaieho. O zmizení a hledání DC-3 vznikl švédský dokumentární film Záhada zmizelého špionážního letounu.